# Doctor Jazz Magazine
Doctor Jazz Magazine was een tijdschrift voor liefhebbers van classic jazz. Het tijdschrift werd opgericht in 1963 en werd het langst bestaande jazztijdschrift in Nederland. In 2023 hield het tijdschrift op te bestaan.
Het magazine informeerde over ragtime, classic jazz, hot dance, swing, early bop en cooljazz, mainstream, revival, rhythm-and-blues, oude blues en gospel. Kortom: over alle vormen van classic jazz, zowel historisch als hedendaags. Doctor Jazz Magazine was een kwartaalblad, en verscheen elke drie maanden en telde ca. 80 pagina's.

## Historie
Het Doctor Jazz Magazine werd in 1963 opgericht door Sjaak van Glabbeek en Kees Brouwer. De doelstelling was in 1963: 'het nader tot elkaar brengen van verzamelaars van classic jazz, blues en verwante volksmuziek'. In de jaren zestig was het begrip classic jazz nog beperkt tot de jazzmuziek van de jaren twintig van de 20e eeuw. Inmiddels heeft het begrip classic jazz een ontwikkeling ondergaan en is het een verzamelnaam voor de jazzstromingen uit de jazz uit de periode 1900 – 1955 en zijn vertegenwoordigers. Het Doctor Jazz Magazine pleegt enerzijds historisch onderzoek naar deze periode en zijn vertegenwoordigers, maar geeft anderzijds aandacht aan muzikanten en bands, die de traditie van classic jazz nu levend houden.
Sinds 1965 wordt er in april en oktober een Doctor Jazz Dag (voorheen Doctor Jazz Reünie) gehouden waar classic bands zich presenteren aan het publiek, gecombineerd met een jazzmarkt.
Door de jaren heen hebben diverse eindredacteurs het Doctor Jazz Magazine geleid. De meest prominente waren jazzhistoricus Herman Openneer (1935-2017) en Ben Kragting (1999-2015). Sinds maart 2015 berust de eindredactie in handen van Eddy Determeyer. Aan het blad verleenden door de jaren heen ook vele nationale en internationale jazzautoriteiten kosteloos hun medewerking. Het standaardwerk voor iedere jazzfreak The New Grove Dictionary of Jazz maakte regelmatige gebruik van het Doctor Jazz Magazine als bron.
Het Doctor Jazz Magazine en de Doctor Jazzdagen zijn beiden ondergebracht in de Stichting Doctor Jazz. Naar aanleiding van het 40-jarig bestaan van het Doctor Jazz Magazine werd het boek Forty and Tight uitgegeven met daarin de geschiedenis van het blad en diverse bijdragen van prominente jazzpublicisten, zoals Bert Vuijsje, Henk Kleinhout, Guido van Rijn, Igor Cornelissen, Eddie Determeyer, Cor Gout, Ate van Delden, Ben Kragting, Rindert Meijer en Skip Voogd.
Vanaf 2009 geeft de Stichting Doctor Jazz cd's uit, waarbij de focus ligt bij vroege onuitgegeven jazzopnamen uit de Nederlandse jazzhistorie. De cd's worden sinds 2009 geproduceerd door het driemanschap Ben Kragting, Skip Voogd en audio-restaurateur Harry Coster.

## Cd-uitgaven
- The Ramblers in Brussel (1945-1948) - 'Rue des Radis' - DJ007 (2010)
- Dick Willebrandts en zijn radio-orkest (1943) - 'Yearning' - DJ008 (2011)
- The Millers (1945-1961) - 'Gone' - DJ009 (2012)
- Dinnertime for Hungry Collectors. Mostly Unissued Performances of the Legends of Jazz (1926-1952) - DJ010-I-II (2013)
- Jazz at the Kurhaus (1953-1954). Cool Versus Hot - DJ011-I-II (2013)
- Lionel Hampton and his Orchestra (1947-1948) - 'Newly Discovered Airchecks featuring Charles Mingus' - DJ012 (2014)
- Meet The Bands. - 'Onvergetelijke Nederlandse swingbands (1943-1958)' - DJ013 (2014)
- Nederlandsch Fabrikaat. 'Hot Jazz & Swing (1926-1947)' - DJ014 (2015)
- Count Basie & His Orchestra - 'Kurhaus Concert, The Hague 1954' - DJ015 (2015)
- Nederlandsch Fabrikaat deel 2 – Hot jazz & Swing (1926-1953) – DJ016 (2016)
- Het Ramblers Dansorkest – Hilversum Express (1944) – DJ017 (2017)
- Duke Ellington – Heading For Newport (1956) – DJ018 (2018)
- Charleston in The Netherlands (1924-1929) – DJ019 (2020)
- Ernst van ’t Hoff en zijn solisten (1943) – DJ020 (2022)